# Marian Keyes

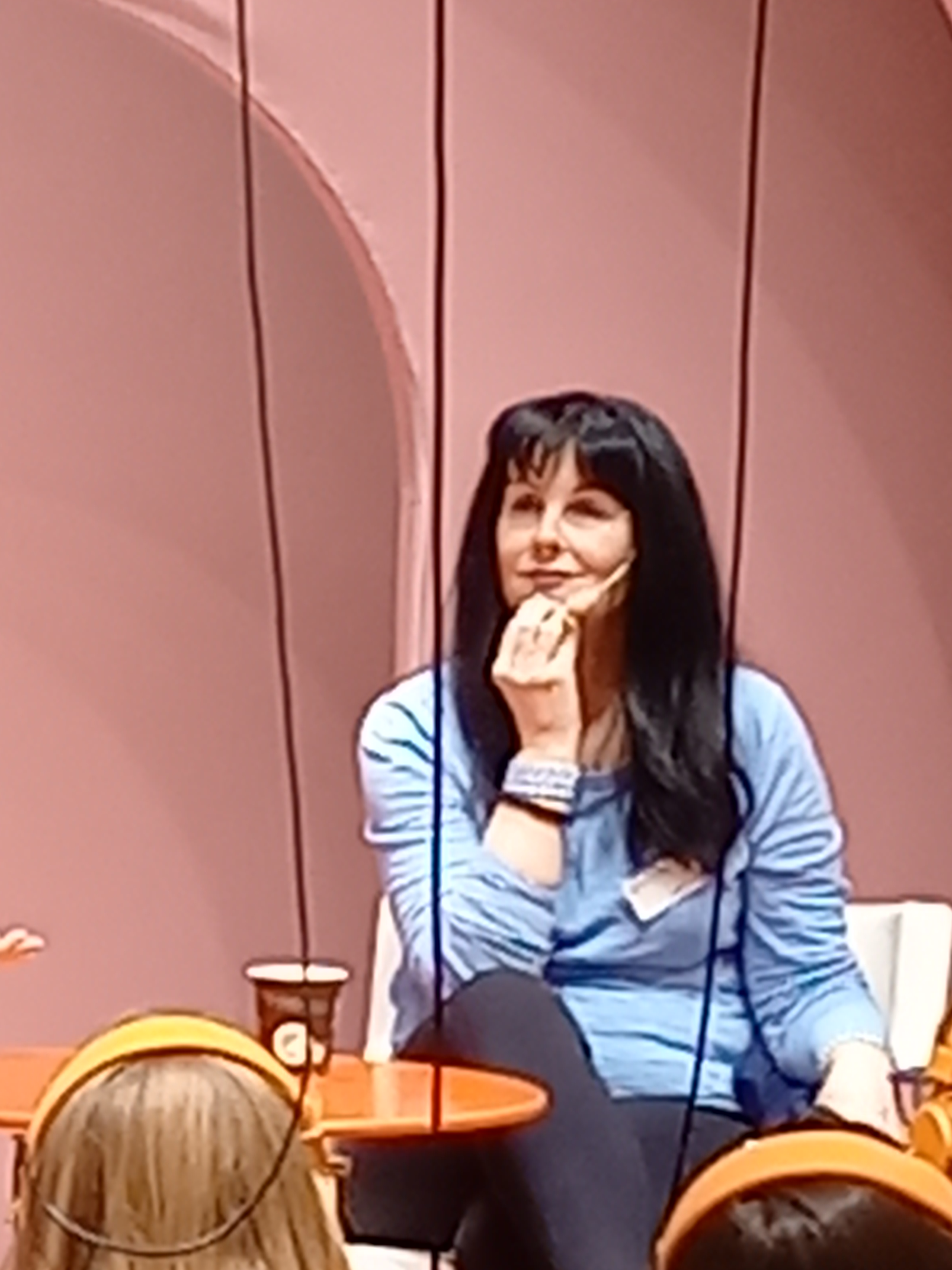
Marian Keyes

Marian Keyes (Limerick, 10 de setembro de 1963) é uma escritora irlandesa. Ela já vendeu mais de 22 milhões de exemplares no mundo todo e foram traduzidos para 32 idiomas.

## Biografia
Graduou-se em Direito na Universidade de Dublin, sem, contudo, ter exercido a profissão. Morou em Londres por muitos anos, trabalhando ora como garçonete ora em escritórios. Neste mesmo período começou sua luta contra o vício do alcoolismo e, inclusive, uma tentativa de suicídio. Depois de vencida a batalha, alcançou o sucesso como escritora.
Autora de vários best sellers do gênero Chick Lit, os seus livros exploram o universo feminino com muito humor e leveza. Seus temas centrais no entanto levam a tona muitos assuntos delicados, tais como luto, depressão pós-parto e violência doméstica. As personagens criadas pela escritora possuem perfis realistas, que permitem com que o leitor se identifique com a trajetória de vida narrada.

## Obras

### Todos os Livros publicados
- Watermelon (1995)
- Lucy Sullivan is Getting Married (1996)
- Rachel's Holiday (1998)
- Last Chance Saloon (1999)
- Sushi for Beginners (2000)
- No Dress Rehearsal (2000)
- Under the Duvet (2001)
- Angels (2002)
- The Other Side of the Story (2004)
- Nothing Bad ever Happens in Tiffany's (2005)
- Further under the Duvet (2005)
- Anybody Out There? (2006)
- Cracks In My Foundation in Damage Control - Women on the Therapists, Beauticians, and Trainers Who Navigate Their Bodies (2007)
- This Charming Man (2008)
- The Brightest Star in the Sky (2009)
- Mammy Walsh's A-Z Of The Walsh Family (2012)
- The Mystery of Mercy Close (2012)
- Saved by cake (2012)
- The Woman Who Stole My Life (2014)
- The Break (2017)
- Grown Ups (2020)
- Again, Rachel (2022)

### Livros publicados no Brasil
- Melancia (Watermelon)  (2003)
- Férias! (Rachel's Holiday) (2004)
- Sushi (Sushi for Beginners) (2004)
- Casório?! (Lucy Sullivan is Getting Married) (2005)
- É Agora... ou Nunca (Last Chance Saloon) (2006)
- Los Angeles (Angels)  (2007)
- Um Best Seller pra Chamar de Meu (The Other Side of the Story) (2008)
- Tem Alguém Aí? (Anybody Out There?) (2009)
- Cheio de Charme (This Charming Man) (2010)
- A Estrela Mais Brilhante do Céu (The Brightest Star in the Sky) (2011)
- Chá de Sumiço (The Mistery of Mercy Close) (2013)
- Mamãe Walsh: Pequeno dicionário da família (Mammy Walsh's A-Z Of The Walsh Family) (2014)
- A Mulher que Roubou Minha Vida (The Woman Who Stole My Life) (2015)
- Salva pelos bolos (Saved by cake) (2016)
- Dando um tempo (The Break) (2018)

### Livros publicados em Portugal
- Los Angeles (2005)
- Melancia (2005)
- Sushi para principiantes (2005)
- O homem encantador (2009)

## Adaptações
- Lucy Sullivan Is Getting Married (1999/2000) série
- Watermelon (2003) filme televisivo
- Au Secours J'ai Trente Ans (2004) – Adaptação francesa do Last Chance Saloon